# سنجق القدس

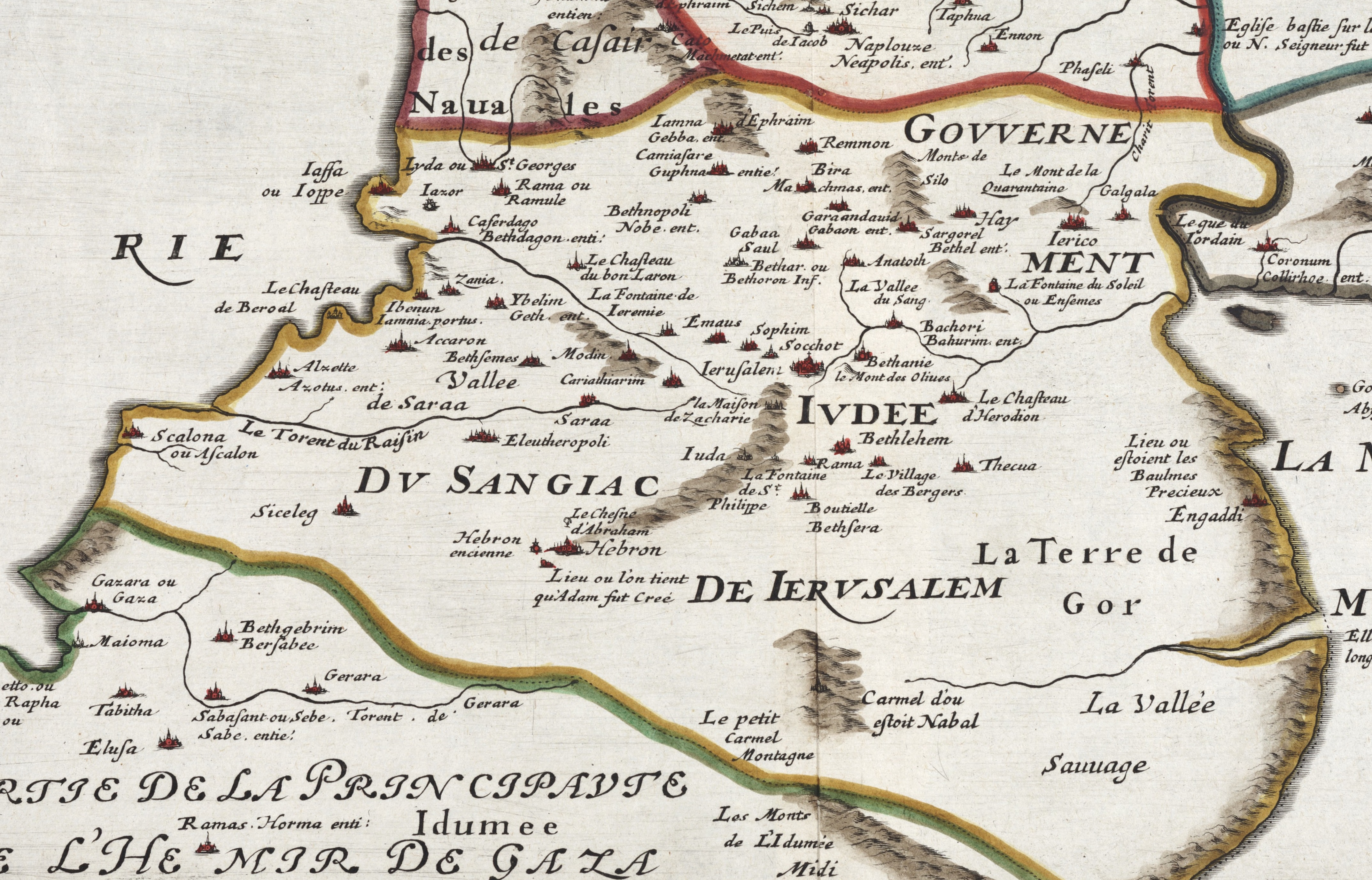
خريطة عام 1657، تُظهر سنجق القدس

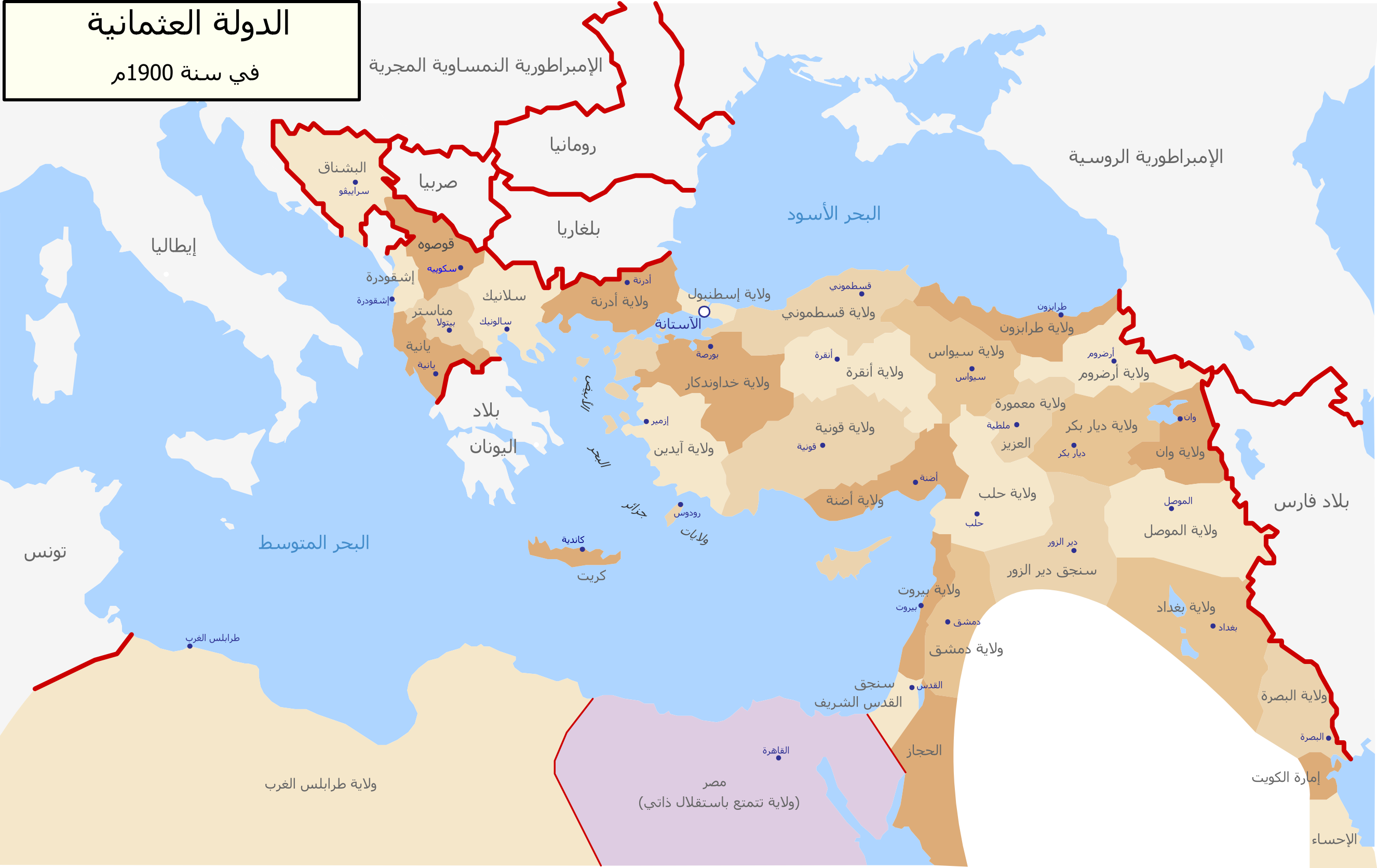
سنجق القدس الشريف (متصرفية القدس الشريف)، عام 1900

سنجق القدس Jerusalem Sanjak هو تقسيم إداري عثماني أنشئ في عام 1517 بعدما تولت الدولة العثمانية إدارة فلسطين في أعقاب الحرب العثمانية المملوكية 1516-1517. كان جزءًا من إيالة دمشق طوال فترة وجوده.  في عام 1831، خضع سنجق القدس مع باقي فلسطين للحكم المصري في بلاد الشام تحت قيادة محمد علي باشا، قبل أن تعود إلى الحكم العثماني عام 1840.
أعادت الدولة العثمانية تنظيم الإيالات بعد الانسحاب المصري، وفي عام 1841، فُصل عن إيالة دمشق ووُضع مباشرة تحت تصرف الحكومة المركزية العثمانية.
لاحقًا في عام 1872، أنشئت متصرفية القدس الشريف التي حلت مكان سنجق القدس كمقاطعة عثمانية مستقلة. واستمرت المتصرفية حتى الحرب العالمية الأولى بعدما احتلتها بريطانيا.